# جاك دل ريو
جاك دل ريو (بالإنجليزية: Jack Del Rio)‏ هو لاعب كرة قاعدة أمريكي، ولد في 4 أبريل 1963 في Castro Valley, California ‏ في الولايات المتحدة.

## وصلات خارجية
- جاك دل ريو على موقع مرجع كرة القدم المحترفة.كوم (الإنجليزية)
- جاك دل ريو على موقع إن إن دي بي (الإنجليزية)